# Românești (Botoșani)
Româneşti é uma comuna romena localizada no distrito de Botoşani, na região de Moldávia . A comuna possui uma área de 39.47 km² e sua população era de 2138 habitantes segundo o censo de 2007.